# Gegenstrahlbeleuchtung

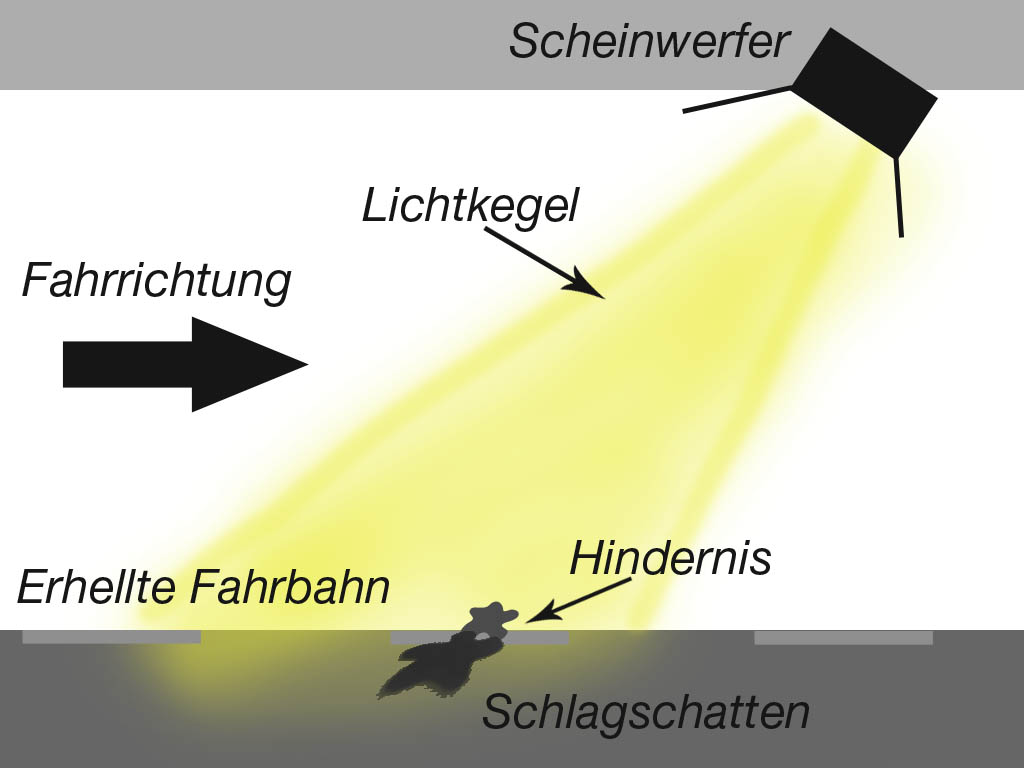
Prinzip der Gegenstrahlbeleuchtung

Die Gegenstrahlbeleuchtung (englisch: counter-beam lighting) ist eine Straßenbeleuchtungsart, die vor allem in Straßentunneln verwendet wird, und beste Sichtbarkeit von Hindernissen auf der Fahrbahn bei minimalen Licht-Energiekosten bietet. Sie bedeutet erhöhte Sicherheit im Straßenverkehr und Energieeinsparung.
Die Gegenstrahlbeleuchtung wird meistens bei Straßentunneleinfahrten installiert, da dort insbesondere bei Sonnenschein und Einfahrgeschwindigkeiten bis 100 km/h das „Blindsein“ (vgl. Adaptation) des Fahrzeuglenkers in den ersten Sekunden vermieden werden soll. Mit konventioneller Beleuchtungstechnik müssten in diesen Bereichen sehr hohe Leuchtdichten mit entsprechend hohen Energiekosten bereitgestellt werden, um Hindernisse auf der Fahrbahn ausreichend sichtbar zu machen.

## Prinzip der Gegenstrahlbeleuchtung
Das Licht aus den Lampen strahlt nicht senkrecht auf die Fahrbahn hinunter, sondern dem Fahrzeug entgegen. Bei sorgfältig gewähltem Neigungswinkel und geeigneten Beleuchtungskörpern (Straßenleuchten), wird der Fahrer nicht geblendet und die Fahrbahn wirkt als Spiegel, der das Licht ebenfalls in Richtung des Fahrzeugs streut. Da die Fahrbahn ein schlechter Spiegel ist (graue Oberfläche), wird der Fahrer nicht geblendet, nimmt aber die Fahrbahn als helle Fläche wahr. Ein Hindernis auf der Fahrbahn wirft bei diesem schrägen Lichteinfall einen (dunklen) Schlagschatten entgegen der Fahrtrichtung. Dieser Schatten und die von der Lichtquelle abgewandte und deshalb weniger beleuchtete Oberfläche eines Hindernisses bietet dem Fahrzeuglenker den Anblick einer schwarzen Fläche auf der hellen Fahrbahn (hoher Kontrast). Die gesehene schwarze Fläche ist größer als das Hindernis selber, was die Wahrnehmung der Gefahr erleichtert. Bei senkrechtem Lichteinfall müssten hellere, teurere Lampen mit wesentlich höherem Energiebedarf und größerem Wartungsaufwand verwendet werden, um eine gleichwertige Sichtbarkeit von Hindernissen zu erzielen. Die Gegenstrahlbeleuchtung ist deshalb ein umweltfreundlicher Beitrag zur Sicherheit im Straßenverkehr.

## Geschichte
Die Gegenstrahlbeleuchtung geht auf die Arbeiten von Ing. W. Ernst Freiburghaus (* 1921, Bern; † 2006, Bern) zurück, welcher im Auftrag der Bernischen Kraftwerke AG (BKW), Bern, Schweiz, in den frühen 1960er Jahren theoretische Arbeiten und praktische Installationen (Unterführung Worblaufen, Bern, Schweiz) erarbeitete. Die theoretischen Erkenntnisse wurden vom Eidgenössischen Amt für Messwesen, Bern, Schweiz, weitergeführt und publiziert (ohne den Urheber als Autor anzuführen). Auf der Grundlage seiner Entwicklungen beantragten die BKW per Brief vom 24. Februar 1968 die Aufnahme der Gegenstrahlbeleuchtung (damals genannt „System BKW mit Schrägstrahlung“) in die Leitsätze für öffentliche Beleuchtung, 2. Teil, Straßentunnel – und Unterführungen, der Schweizerischen Beleuchtungskommission, was jedoch abgelehnt wurde. Verschiedene Schweizer Autobahntunnels wurden seither mit diesem Beleuchtungssystem ausgerüstet (in den 1970er Jahren z. B. der Allmend-Tunnel der A6, der Leimern- und der Rugentunnel der A8). Die Anlage im Rugentunnel der A8 wurde 1980 vom Technischen Komitee TC 4 der CIE positiv begutachtet. Heute ist die Gegenstrahlbeleuchtung in fast allen nationalen und internationalen Richtlinien zur Tunnelbeleuchtung selbstverständlicher Bestandteil (s. Normen) und in unzähligen Straßentunnels auf der ganzen Welt anzutreffen.

## Normen
Die Gegenstrahlbeleuchtung ist in die Empfehlungen der Internationalen Beleuchtungskommission und vieler Länder aufgenommen.
- Commission International de l’Eclairage: CIE, Wien; CIE 088:2004, 1990, Guide for the Lighting of Road Tunnels and Underpasses, ISBN 978-3-901906-31-2.[6]
- Forschungsgesellschaft für Straßen- und Verkehrswesen (FGSV): Richtlinien für die Ausstattung und den Betrieb von Straßentunneln (RABT). Köln 2003[7]
- Deutsches Institut für Normung e.V. (DIN), NA 058 Normenausschuss Lichttechnik (FNL): DIN 67 524-1, Beleuchtung von Straßentunnels und Unterführungen. Berlin 1987[8]
- Schweizerische Normen-Vereinigung (SNV): SN 150 915, Öffentliche Beleuchtung – Straßentunnels, -galerien und -unterführungen. Zürich 1992 (Memento vom 5. Mai 2005 im Internet Archive) (PDF; 70 kB)
- Österreichische Forschungsgesellschaft Straße – Schiene – Verkehr: Richtlinien und Vorschriften für das Straßenwesen  (RVS) 09.02.41 Beleuchtung[9]